# Erwin Wirschaz
Erwin Wirschaz (* 16. April 1923 in Hamburg; † 19. Dezember 2011) war ein deutscher Schauspieler.

## Theater
Der gebürtige Hamburger absolvierte zunächst in seiner Heimatstadt eine Schauspielausbildung, ehe er in den 1930er Jahren am Ohnsorg-Theater sein Bühnendebüt gab. Nach dem Zweiten Weltkrieg gehörte er noch einige Jahre zum Ensemble der niederdeutschen Bühne, bevor er Mitte der 1950er Jahre an das Theater der Freien Hansestadt Bremen wechselte. Dort spielte er mehrere Jahrzehnte unter den Intendanten Albert Lippert und Kurt Hübner und Regisseuren wie Rainer Werner Fassbinder, George Tabori und Peter Zadek.

## Fernsehen
Wirschaz, dessen künstlerischer Schwerpunkt zeitlebens auf der Bühne lag, übernahm auch regelmäßig Rollen in Fernsehproduktionen. Zunächst war er vorwiegend in Fernsehaufzeichnungen Bremer Bühnenproduktionen zu sehen wie Held Henry nach William Shakespeares Heinrich V. und Frank Wedekinds Frühlings Erwachen – beides unter der Regie von Peter Zadek. Seit Mitte der 1960er Jahre wirkte er auch vermehrt in Fernsehspielen mit wie Die Gegenprobe von Johannes Schaaf, Schrott und Anpassung an eine zerstörte Illusion von Eberhard Itzenplitz, Helga Feddersens Sparks in Neu-Grönland sowie Filmen der Reihen
Die Unverbesserlichen und Sonderdezernat K1. In Spielfilmproduktionen war er hingegen ein seltener Gast. Hierzu zählt die leichte Komödie Otto und die nackte Welle der Saturn Film AG mit Otto Lüthje in der Hauptrolle.
Einem breiten Publikum wurde Wirschaz als Darsteller in Fernsehsketchen Loriots bekannt. So war er unter anderem in der Jodelschule zu sehen.

## Hörspiel
Außerdem wirkte Wirschaz in zahlreichen Hörspielproduktionen mit. In einer Vertonung des Redentiner Osterspiels von 1951 sprach er unter der Regie von Hans Freundt den Erzengel Michael. Seine Bandbreite reichte von niederdeutschen Mundart-Hörspielen bis hin zu einigen Folgen der Krimireihe Dickie Dick Dickens nach Rolf und Alexandra Becker.

## Privates
Erwin Wirschaz heiratete 1950 seine Schauspielkollegin Annelore Kunze (* 5. Juni 1920; † 7. Oktober 2013). Das Künstlerehepaar lebte in Frankenburg, einem Ortsteil von Lilienthal, wo es 2010 Diamantene Hochzeit feiern konnte. Beider Tochter Jutta Wirschaz hat in den 1970er und 1980er Jahren ebenfalls als Schauspielerin gearbeitet und in zahlreichen Fernsehfilmproduktionen mitgewirkt.

## Filmografie (Auswahl)
- 1965: Held Henry
- 1965: Die Gegenprobe
- 1965: Frühlings Erwachen
- 1966: Drei Tage bis Mitternacht
- 1968: Otto und die nackte Welle
- 1969: Die Unverbesserlichen und ihre Menschenkenntnis
- 1969: Schrott
- 1971: Sparks in Neu-Grönland
- 1974: Sonderdezernat K1: Friedhofballade
- 1976: Freiwillige Feuerwehr
- 1976: Gesucht wird...: Theo Bieber
- 1976–1978:  Loriot
- 1977: Anpassung an eine zerstörte Illusion
- 1989: Schwarzenberg

## Hörspiele (Auswahl)

### Als Autor und Regisseur
- 1957: De Bremer Stadtmuskanten, mit Heinrich Kunst, Bernd Wiegmann, Cäsar Wolter, Friedrich W. Bauschulte; Produzent: RB

### Als Regisseur
- 1957: Foffteinhunnert Mark! Von plötzlichem Totogewinn und seinen unabsehbaren Folgen – Autorinnen: Ruth Bunkenburg/Irene Bremer unter dem gemeinsamen Pseudonym Rudolf Reiner, mit Heinrich Kunst, Erika Rumsfeld, Ruth Bunkenburg, Hans Rolf Radula; Produzent: RB/NDR
- 1957: Bürgermeisterwahl. Der kleine Wahlkampf – Autor: Heinrich Laschinger, mit Heinz Burmeister, Erika Rumsfeld, Ursula Tammen, Fred Bertholdt; Produzent: RB

### Als Sprecher
- 1950: De Schapschur (Mundart-Hörspiel nach Friedrich Griese) – Regie: Hans Freundt, mit Hans Mahler, Hartwig Sievers, Otto Lüthje, Joseph Offenbach, Heidi Kabel (Produzent: NWDR Hamburg)
- 1950: Swienskomödi (Mundart-Hörspiel nach August Hinrichs) – Regie: Hans Freundt, mit Carl Voscherau, Hilde Sicks, Hans Mahler (Produzent: NWDR Hamburg)
- 1951: Dat Redentiner Osterspill – Regie: Hans Freundt, mit Heinz Lanker, Heinz Ladiges, Günther Dockerill, Hartwig Sievers, Heini Kaufeld, Günther Siegmund, Hans Mahler, Magda Bäumken, Willem Fricke (Produzent: NWDR Hamburg)
- 1951: De Fundunnerslagung (nach Harry Krüger-York) – Regie: Werner Perrey, mit Walter Scherau, Erna Raupach-Petersen, Hilde Sicks, Heidi Kabel und Heinz Lanker (Produzent: NWDR Hamburg)
- 1954: Hemmingstedt (von Albert Mähl) – Regie: Günter Jansen, mit Magda Bäumken, Aline Bußmann, Otto Lüthje, Georg Pahl, Karl-Heinz Kreienbaum u. a. (Produzent: NWDR Hamburg)
- 1954: De rode Ünnerrock (nach Hermann Boßdorf) – Regie: Günter Jansen, mit Günther Siegmund, Walter Scherau (Produzent: NWDR Hamburg)
- 1956: Twee Kisten Rum (von Alma Rogge) – Regie: Bernd Wiegmann, mit Carl Hinrichs, Ursula Tammen, Hermann Menschel, Ruth Bunkenburg, Heinrich Kunst (Produzent: RB)
- 1960: Dickie Dick Dickens 14: Chicago ist kein Dorf – Regie: Günter Siebert, mit Jürgen Scheller, Jürgen Thormann, Walter Jokisch, Gefion Helmke
- 1960: Dickie Dick Dickens 25: Seemann – ahoi! – Regie: Günter Siebert, mit Walter Jokisch, Horst Beck, Erich Keddy, Fritz Schlegel
- 1961: Dickie Dick Dickens 31: Ticki-Ticki-Ticki-Tack – Regie: Günter Siebert, mit Jürgen Thormann, Jürgen Scheller, Käte Jaenicke, Klaus Stieringer
- 1961: Dickie Dick Dickens 32: Die Geister des Irazú – Regie: Günter Siebert, mit Jürgen Thormann, Jürgen Scheller, Käte Jaenicke, Walter Jokisch
- 1966: Der Feuerrubel (nach Nikolai Semjonowitsch Leskow) – Regie: Jan Fuchs, mit Hubert Mittendorf, Stephan Stieringer, Herbert Steinmetz, Hans Paetsch
- 1976: Der leere Raum (nach Georgi Markow) – Regie: Günter Siebert, mit Hans Helmut Dickow, Eleonore Noelle, Hans Paetsch, Günther Jerschke
- 1971: Gott Pomerantz – oder der Ball des Anstoßes (nach Ephraim Kishon) – Regie: Hermann Motschach, mit Friedrich Wilhelm Timpe, Wolfgang Wahl, Herbert Steinmetz, Günther Neutze, Benno Hoffmann
- 1974: Die Entlassung – Regie: Werner Klein, mit Barbara Sukowa, Armas Sten Fühler, Ulrich von Bock